# Вороб'ївка (річка)
Вороб'ївка — річка в Україні, в межах Корецького і Березнівського районів Рівненської області. Права притока річки Стави (басейн Прип'яті). 

## Опис
Довжина 15 км. Річка типово рівнинна. Долина широка і неглибока, частково заліснена. Річище слабозвивисте, місцями каналізоване.

## Розташування
Вороб'ївка бере початок на південний схід від села Харалуг. Тече в межах  Поліської низовини спершу на північний захід, у пониззі — на північ. Впадає до Ставів біля північної частини села Хмелівка. 
Над річкою розташовані села: Харалуг, Коловерти (частково) і Хмелівка.